# Стара синагога (Миколаїв)
Стара синагога — юдейський молитовний будинок у місті Миколаїв. Вона знана як Головна єврейська синагога міста, заснована у XIX столітті. Поряд з синагогою працювали молитовний будинок і школа. Закрита радянською владою у 1935 році. У 1992 році синагога відкрилася у будівлі молитовного будинку (вулиця Шнеєрсона, 15). Основна будівля синагоги (вулиця Шнеєрсона, 13) зараз перебуває в аварійному стані. Пам'ятка архітектури місцевого значення.

## Історія
У «Відомості про кількість людей і будівель у місті Миколаєві в 1792 році» в числі міських жителів зазначено євреїв чоловічої статі 205, жіночої статі – 842. Такої кількості євреїв (згідно із законами Російської імперії) було цілком достатньо для створення ними власного молитовного будинку. Точну дату його відкриття сьогодні визначити неможливо, але в переліку міських будов за 1805 рік згадано і єврейський молитовний будинок, а офіційна згадка про наявність у місті кам'яного єврейського молитовного будинку припадає на 1811 рік. 3а розпорядженням Миколаївського військового губернатора І. І. де Траверсе на прохання Миколаївського єврейського товариства про будівництво купальні (мікви), ухвалено рішення про виділення землі. 19 серпня 1805 року Копель Менделевич отримав відкритий лист (дозвіл) на будівництво купальні в міській частині за два сажні від мосту через Інгул.
1819 року відбулася закладка першої єврейської синагоги. На цій події був присутній військовий губернатор Севастополя і Миколаєва А. С. Грейг. 
1822 року будівництво було завершено і будівлю освятили. За нею у другій половині ХІХ столітті закріпилася назва «старої синагоги», оскільки у 1884 році в районі перетину вулиць Фалєєвської і Велика Морської було збудовано нову, Хоральну синагогу, яка стала основною для єврейської громади.
Спробу закрити синагогу було здійснено вже у 1920-х роках. Тоді будинки передавалися релігійним громадам на правах оренди, однак для цього було потрібно зареєструватися. Таким чином радянська влада, що пропагувала атеїзм, виявляла віруючих людей. Не оминула синагогу і кампанія з вилучення культурних цінностей. Синагогу просто пограбували – забрали срібні предмети загальною вагою 18 фунтів і 26 золотників. Все це нібито пішло у фонд допомоги голодуючим.
У 1928 році була закрита Хоральна синагога. Це стало знаком, що й стару синагогу теж незабаром закриють. Щоб закрити синагогу, навіть збирали підписи. Причому це робила єврейська молодь, яка потрапила під вплив нової влади. Нібито за бажанням «трудящих євреїв» у синагозі потрібно розмістити клуб. Керівництво громади намагалося відстояти синагогу та звернулося 6 серпня 1935 року з листом до Миколаївської міської ради, але це не допомогло. 2 жовтня 1935 року стару синагогу закрили. Потім її будинок традиційно використовували під клуб, у повоєнний період тут розташовувався будинок піонерів, а потім з квітня 1962 до початку 1990-х років – міський клуб медичних працівників.
Стара синагога безперервно діяла протягом 113 років: з моменту свого відкриття у 1822 році і до насильницького її закриття радянською владою у 1935 році. Навіть у період з 1829 по 1859 роки, коли проживання євреїв у Миколаєві було заборонено імператорським указом 1829 року і більшість із них вислані за межі міста, в цій синагозі не припинялися богослужіння, для євреїв з числа солдатів і матросів, які проходили службу в Миколаєві, також і кількох єврейських сімей, які займалися підрядним кораблебудуванням і постачанням для Чорноморського флоту. За всі ці тридцять років, попри негативне ставлення до євреїв місцевого та столичного начальства, богослужіння в синагозі жодного разу не припинялися.
У 1992 році комплекс споруд старої синагоги передано у розпорядження Миколаївської релігіозної єврейської громади. Попри те, що споруду євреям повернули ще в кінці минулого століття, вона перебуває у занедбаному і аварійному стані. 
У 2023 році невідомими частково зруйнована частина будівлі. За словами мешканців сусідніх будинків, на початку лютого будівельна техніка, що заїхала на ділянку, обрушила частину південної стіни і дах синагоги. Показово, що це сталося невдовзі після того, як громадські діячі звернулися до мерії з проханням провести заходи для консервації пам'ятки культурної спадщини. 

## Особливості
Збудована у 1822 році, стара синагога Миколаєва є найстарішою синагогою на півдні України. 
З великою ймовірністю саме в цій будівлі популяризував свої сіоністські ідеї майбутній перший президент держави Ізраїлю Хаїм Вайцман.
25 квітня 1902 року рабин Леві-Іцхок Шнеєрсон приніс свого сина на восьмий день після його народження, щоб зробити обрізання та вперше озвучити його ім'я – Менахем-Мендель. Згодом він став сьомим і останнім Любавицьким ребе і духовним лідером хасидського руху Хабад. Справа в тому, що на той момент у Миколаєві існувала лише одна хасидська синагога, де працював могель – працівник синагоги, який робить брит-мілу, тобто обрізання. Тому ніде, окрім цієї синагоги, зробити обряд брит-мили майбутньому духовному лідерові всього світового єврейства було неможливо.

## Опис
Основна будівля старої синагоги в плані є витягнутим прямокутником. Головний східний фасад виходить на «червону лінію» вулиці Шнеєрсона. Це глуха стіна, центральна частина якої виділена парою гранованих пілястрів, характерних для готичних споруд. Кути будівлі оформлені такими ж пілястрами. Основна гладь стіни прихована за декоративною рустівкою та прикрашена імітацією прямокутних ніш. Верх будівлі завершений карнизом та ступінчастим фронтоном. На фасаді вирізьблені радянською владою барельєфи та написи, які прославляють радянську дійсність.
Дуже виразна північна стіна будівлі. Внаслідок втрати штукатурного покриття можна побачити кладку. Будівля споруджувалося з бутового каменю-вапняку різної величини з використанням з'єднуючого розчину.
Головною прикрасою стіни є вікна, розташовані у два яруси. Віконні отвори верхнього ярусу мають готичну форму. Вікна нижнього ярусу спочатку були більш високі і мали складну мавританську форму. Пізніше верхня частина цих вікон була змінена і вони набули такої ж готичної форми, як і у верхньому ярусі, але стали трохи менше. 
На жаль, не зберігалося жодного зображення інтер'єрів та деталей внутрішнього оздоблення старої синагоги. Вони повністю втрачені, оскільки внутрішні приміщення неодноразово перебудовувалися в 1930-1980-х роках, коли тут розташовувалися різні культурно-освітні установи.